# Список министров государственного имущества России
В списке приведены руководители ведомства осуществляющего функции по управлению государственным (федеральным) имуществом России под разными названиями.

## Министерство государственных имуществ Российской империи
Образовано по именному указу от 26 декабря 1837 года.
| Имя                                                 | Дата вступления в должность | Дата снятия с должности |
| --------------------------------------------------- | --------------------------- | ----------------------- |
| Киселёв, Павел Дмитриевич (1788—1872)               | 27 декабря 1837             | 11 июля 1856            |
| Шереметев, Василий Александрович (1795—1862)        | 30 августа 1856             | 17 апреля 1857          |
| Муравьёв, Михаил Николаевич (1796—1866)             | 17 апреля 1857              | 1 января 1862           |
| Зеленой, Александр Алексеевич (1818—1880)           | 1 января 1862               | 16 апреля 1872          |
| Валуев, Пётр Александрович (1815—1890)              | 16 апреля 1872              | 25 декабря 1879         |
| Ливен, Андрей Александрович (1839—1913)             | 25 декабря 1879             | 25 марта 1881           |
| Игнатьев, Николай Павлович (1832—1908)              | 25 марта 1881               | 4 мая 1881              |
| Островский, Михаил Николаевич (1827—1901)           | 4 мая 1881                  | 1 января 1893           |
| Вешняков, Владимир Иванович (1830—1906) управляющий | 1 января 1893               | 28 марта 1893           |
| Ермолов, Алексей Сергеевич (1847—1917)              | 28 марта 1893               | 30 марта 1894           |

По именному указу от 31 мая 1893 года преобразовано в Министерство земледелия и государственных имуществ.

## Министерство земледелия и государственных имуществ Российской империи
Образовано 30 марта 1894 года по именному указу от 31 мая 1893 года.
| Имя                                    | Дата вступления в должность | Дата снятия с должности |
| -------------------------------------- | --------------------------- | ----------------------- |
| Ермолов, Алексей Сергеевич (1847—1917) | 30 марта 1894               | 6 мая 1905              |

Именным указом от 6 мая 1905 года преобразовано в Главное управление землеустройства и земледелия.

## Народный комиссариат государственных имуществ РСФСР
Образован 9 (22) декабря 1917 года.
| Имя                                         | Дата вступления в должность | Дата снятия с должности |
| ------------------------------------------- | --------------------------- | ----------------------- |
| Карелин, Владимир Александрович (1891—1938) | 12 (25) декабря 1917        | 18 марта 1918           |

11 июля 1918 года включен в состав Народного комиссариата просвещения РСФСР.

## Государственный комитет РСФСР по управлению государственным имуществом
Образован 14 июля 1990 года.
| Имя                                    | Дата вступления в должность | Дата снятия с должности |
| -------------------------------------- | --------------------------- | ----------------------- |
| Малей, Михаил Дмитриевич (1941—1996)   | 21 ноября 1990              | 10 ноября 1991          |
| Чубайс, Анатолий Борисович (род. 1955) | 10 ноября 1991              | 25 декабря 1991         |

25 декабря 1991 Верховный Совет РСФСР принял закон о переименовании РСФСР в Российскую Федерацию (РФ). 21 апреля 1992 года Съезд народных депутатов РСФСР внес соответствующие изменения в Конституцию РСФСР, которые вступили в силу 16 мая 1992 года.

## Государственный комитет РФ по управлению государственным имуществом
| Имя                                        | Дата вступления в должность | Дата снятия с должности |
| ------------------------------------------ | --------------------------- | ----------------------- |
| Чубайс, Анатолий Борисович (род. 1955)     | 25 декабря 1991             | 5 ноября 1994           |
| Полеванов, Владимир Павлович (род. 1949)   | 15 ноября 1994              | 24 января 1995          |
| Мостовой, Пётр Петрович, и. о. (род. 1949) | 24 января 1995              | 8 февраля 1995          |
| Беляев, Сергей Георгиевич (род. 1954)      | 8 февраля 1995              | 10 января 1996          |
| Казаков, Александр Иванович (род. 1948)    | 25 января 1996              | 19 июля 1996            |
| Кох, Альфред Рейнгольдович (род. 1961)     | 12 сентября 1996            | 13 августа 1997         |
| Бойко, Максим Владимирович (род. 1959)     | 13 августа 1997             | 23 сентября 1997        |

23 сентября 1997 года преобразовано в Министерство государственного имущества РФ.

## Министерство государственного имущества Российской Федерации
Образовано 23 сентября 1997 года из Государственного комитета РФ по управлению государственным имуществом.
| Имя                                                 | Дата вступления в должность         | Дата снятия с должности        |
| --------------------------------------------------- | ----------------------------------- | ------------------------------ |
| Бойко, Максим Владимирович (род. 1959)              | 23 сентября 1997                    | 15 ноября 1997                 |
| Газизуллин, Фарит Рафикович (род. 1946)             | и. о.15 ноября 1997 20 декабря 1997 | 20 декабря 1997 20 января 1999 |
| Браверман, Александр Арнольдович, и. о. (род. 1954) | 20 января 1999                      | 10 марта 1999                  |
| Газизуллин, Фарит Рафикович (род. 1946)             | 10 марта 1999                       | 17 мая 2000                    |

17 мая 2000 года преобразовано в Министерство имущественных отношений РФ.

## Министерство имущественных отношений Российской Федерации
| Имя                                     | Дата вступления в должность | Дата снятия с должности |
| --------------------------------------- | --------------------------- | ----------------------- |
| Газизуллин, Фарит Рафикович (род. 1946) | 17 мая 2000                 | 9 марта 2004            |

Упразднено 9 марта 2004 года. Функции по оказанию государственных услуг и по управлению имуществом переданы образованному Федеральному агентству по управлению федеральным имуществом.

## Федеральное агентство по управлению федеральным имуществом
Образовано 9 марта 2004 года указом Президента РФ от 9 марта 2004 года № 314.
| Имя                                  | Дата вступления в должность | Дата снятия с должности |
| ------------------------------------ | --------------------------- | ----------------------- |
| Назаров, Валерий Львович (род. 1955) | 9 марта 2004                | 12 мая 2008             |

12 мая 2008 года преобразовано в Федеральное агентство по управлению государственным имуществом.

## Федеральное агентство по управлению государственным имуществом
Образовано 12 мая 2008 года из Федерального агентства по управлению федеральным имуществом указом Президента РФ от 12 мая 2008 года № 724.
| Имя                                          | Дата вступления в должность | Дата снятия с должности |
| -------------------------------------------- | --------------------------- | ----------------------- |
| Петров Юрий Александрович (род. 1947)        | 26 мая 2008                 | 20 декабря 2011         |
| Никитин Глеб Сергеевич, и. о. (род. 1977)    | 26 декабря 2011             | 28 июня 2012            |
| Дергунова Ольга Константиновна (род. 1965)   | 29 июня 2012                | 12 апреля 2016          |
| Дмитрий Владимирович Пристансков (род. 1976) | 12 апреля 2016              | 21 декабря 2018         |
| Вадим Владимирович Яковенко (род. 1970)      | c 21 декабря 2018           | по настоящее время      |